# جيم ويليام
جيم ويليام (بالإنجليزية: Jim Hale)‏ هو لاعب دوري الرغبي أسترالي، ولد في 1916 في كوغارة ‏ في أستراليا، وتوفي في 1992 في Sylvania, New South Wales ‏ في أستراليا.